# Tonbridge
Tonbridge é uma cidade no sul da Grã-Bretanha,localizado no condado de Kent.Tonbridge pertence ao distrito de Tonbridge e Malling e fica cerca de 45 km a sudeste de Londres. A cidade vizinha mais próxima é a grande Tunbridge Wells que fica numa distância de 8 km (5 milhas).
De acordo com o senso de 2007 a população estimada de Tonbridge era cerca 30.340 habitantes.

## Personalidades
- Cecil Frank Powell (1903-1969), Prémio Nobel de Física de 1950